# Cogne (azienda)
La Cogne Acciai Speciali è un'azienda siderurgica di Aosta. Nata con altro nome nei primi anni del Novecento, ha segnato la crescita demografica e lo sviluppo urbano del capoluogo valdostano, con la costruzione di nuovi quartieri popolari, in particolare il Quartiere Cogne, la creazione di migliaia di posti di lavoro e la costruzione delle Ferrovia Aosta-Pré-Saint-Didier e della Ferrovia La Thuile-Arpy nate per sfruttare le miniere di antracite di La Thuile e della Ferrovia Cogne-Acque Fredde per lo sfruttamento della miniera di magnetite di Cogne.

## Storia

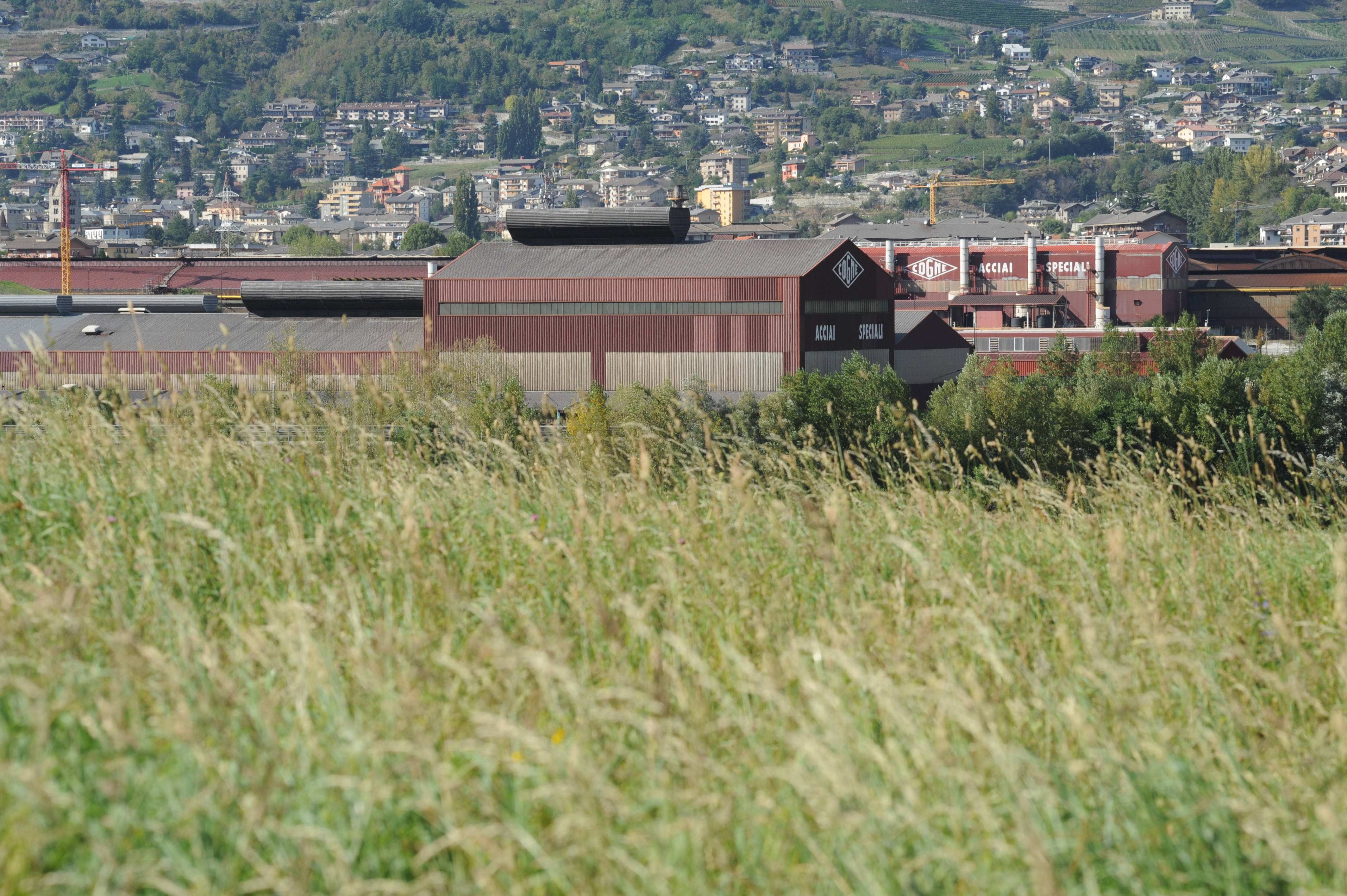
La sede della Cogne, vista da via lavoratori-vittime del Col du Mont.

La produzione di acciaio sulle Alpi ha origini remote, come testimoniano le numerose antiche fucine ancora presenti sul territorio. In seguito alla rivoluzione industriale, a fine Ottocento la grande industria siderurgica e metalmeccanica era pronta a svilupparsi anche in Italia, ma le tecnologie per il trasporto delle materie prime e dell'energia idroelettrica per gli altiforni ad induzione, era ancora arretrata. Le zone alpine e prealpine erano ricche di materie prime e di energia, di qui la necessità di situare gli stabilimenti in queste zone.

### Nascita dell'azienda mineraria
Nacque così il 2 gennaio 1909 ad Aosta Società Anonima Miniere di Cogne, rilevata nel 1916 da Ansaldo: il minerale ferroso (magnetite) veniva inizialmente estratto negli affioramenti di Liconi e Colonna a quota circa 2500 m.s.l.d.m., successivamente vista l'enorme cubatura di minerale distribuito in due corpi principali lentiformi tra loro collegati si realizza il ribasso di Costa del Pino dal quale un carreggio su binari porta il tout-venent al ponte di lancio della teleferica per l'impianto di trattamento di Cogne. Da qui il minerale arricchito tramite separatori magnetici veniva trasportato, attraverso la ferrovia a scartamento ridotto Cogne-Acque Fredde, quasi completamente in galleria, fino ad Eaux-Froides (nell'attuale zona di Pila), da dove in teleferica giungeva all'impianto di Aosta.
Il carbone necessario alla colata proveniva da La Thuile, da dove la antracite veniva estratta, condotta nella zona del Colle San Carlo e inviata, tramite la Ferrovia La Thuile-Arpy e teleferica, fino a Morgex, dove subiva un primo trattamento e caricata in treno sulla ferrovia Pré-Saint-Didier - Aosta.
La calce, necessaria per la produzione della ghisa, veniva estratta nelle cave di Pompiod, presso Jovençan, al confine con il comune di Aymavilles.
Successivamente, l'azienda si dotò di proprie centrali idroelettriche per alimentare i forni, e dismise le miniere di La Thuile negli anni '60 del secolo scorso.
Nel panorama della siderurgia italiana, la Cogne di Aosta ha sempre rivestito un ruolo fondamentale nella produzione di acciai inossidabili di vario tipo ed acciai speciali.
Le materie prime, come è stato già spiegato, si trovavano in valle ed era solo necessario trasportarle in Aosta nello stabilimento, dove funzionava un piccolo altoforno, un impianto in miniatura se confrontato con gli analoghi funzionanti all'epoca a Piombino e Bagnoli, oltre che a Cornigliano e Taranto diversi anni dopo.

### Anni 70 ammodernamento
Negli anni settanta circa iniziò l'approvvigionamento delle materie prime dall'esterno della valle per vari motivi pratici, tra cui la scarsa produttività delle miniere e delle cave, anche a seguito delle migliorate condizioni di trasporto.
A metà degli anni settanta lo stabilimento di Aosta, di proprietà del Gruppo IRI-Finsider a partecipazione statale come lo era Italsider in seguito diventata nuovamente Ilva, fu sottoposto ad un importante “revamping”, una trasformazione necessaria per migliorare l'insieme degli impianti con nuove tecnologie più moderne e attuali, per poter competere nel mercato mondiale.
Al termine del revamping la Cogne disponeva quindi di moderni convertitori AOD atti alla produzione rapida degli acciai inox, un forno elettrico fusorio ed un secondo forno in grado di produrre completamente dal rottame all’analisi finale, un impianto fuori forno denominato forno siviera (LD o ladle fornace), un impianto di degassaggio RH ed un impianto di rifusione sotto scoria per altissima qualità finale.
Furono quindi realizzati nuovi impianti per produrre ogni tipo di acciai speciali.

### Cambio di proprietà e denominazione
Il 1º gennaio 1994 la Cogne venne acquistata dal gruppo svizzero Marzorati cambiando denominazione in Cogne Acciai Speciali (CAS).
L'azienda siderurgica rappresenta la realtà industriale più importante della regione.
Dal 1º dicembre 2022, Walsin Lihwa Corporation diventa l'azionista di maggioranza, mentre la famiglia Marzorati è rimasta azionista di lungo termine con una quota del 30% Yu-Lon Chiao assume la presidenza della Cogne Acciai Speciali, succedendo a Giuseppe Marzorati, al quale è conferita la presidenza onoraria. Al momento dell'accordo finale Marzorati ha donato 5 milioni di euro ai 1600 dipendenti del gruppo.
Il 1º agosto 2023, la Cogne acquista la società svedese Outokumpu Long Products AB, proprietaria degli stabilimenti di Degerfors e Storfors.
Il 19 settembre 2023, la Cogne finalizza l'acquisto della società inglese Special Melted Products, controllata dalla holding tedesca Mutares SE & Co. Questa operazione porta all'azienda valdostana un aumento di capitale sociale di 200 milioni di euro, interamente sottoscritto e versato dai soci.
Il 3 maggio 2024, Cogne Acciai Speciali ha acquisito il 65% di Com.Steel Inox S.p.A., società attiva nel recupero e trattamento di rottame inox e leghe di nickel a Calusco d'Adda.
Il 31 ottobre 2024, Cogne Acciai Speciali finalizza l’acquisizione di Mannesmann Stainless Tubes GmbH con società controllate e stabilimenti operativi in Germania, Francia, Italia e Stati Uniti. Con questa operazione il fatturato dell'acciaieria di Aosta sale a 2 miliardi di euro e i dipendenti del gruppo diventano 3000. . .

## Sedi e rete distributiva

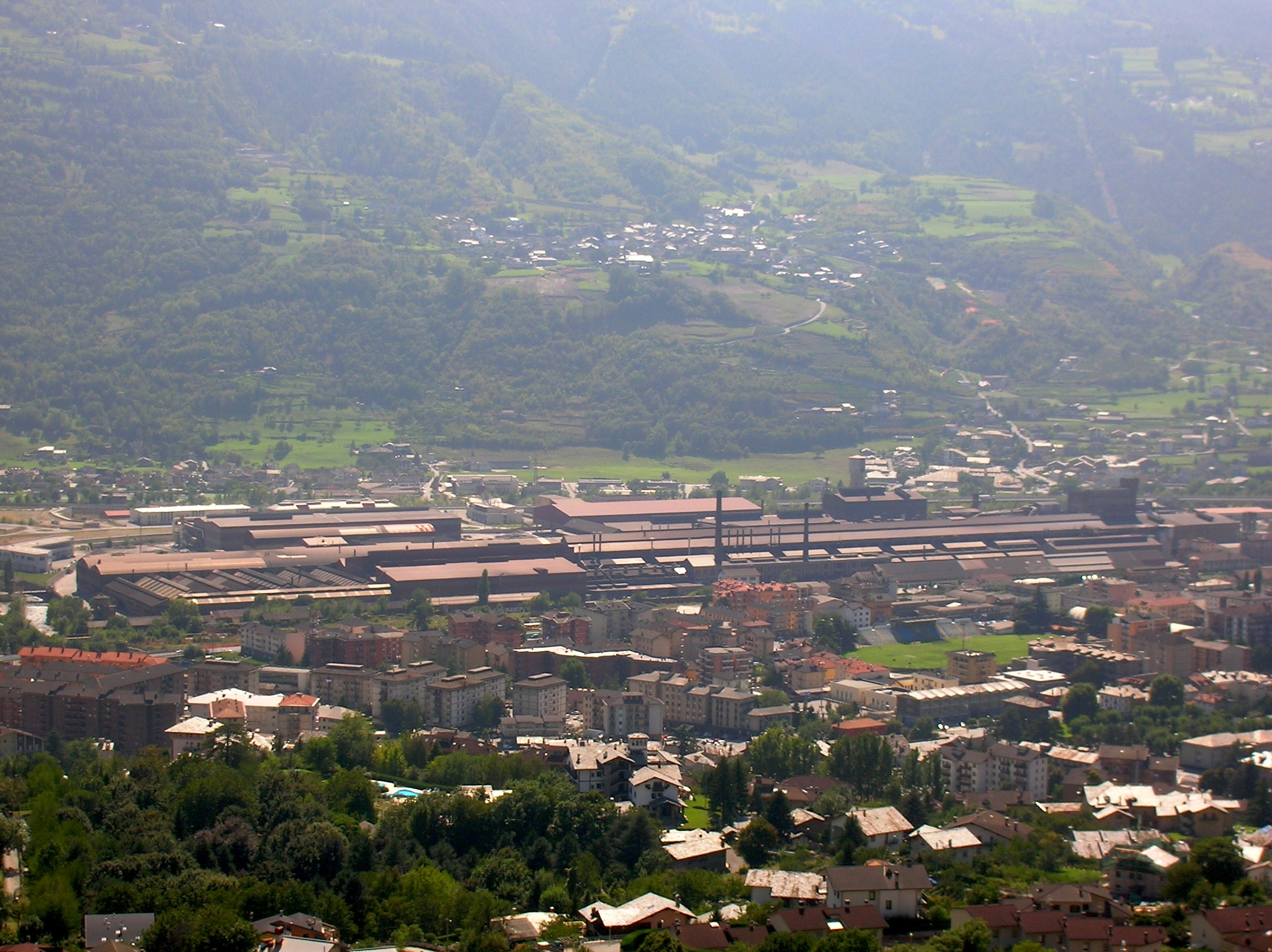
Veduta aerea dello stabilimento Cogne a Aosta

La sede principale è quella storica di Aosta, in via Paravera, nella periferia sud della città, a poche centinaia di metri dalla stazione ferroviaria.
La Cogne Acciai Speciali, oltre allo stabilimento di Aosta, dispone di altri stabilimenti produttivi in Svizzera (Cogne Stainless Bars), Messico (Cogne Acciai Speciali México), Brasile (Metalinox Cogne Aços Inoxidàveis Especiais), e Cina (Dong Guan Cogne Steel Products). Ha uffici vendita e distribuzione in Francia, Germania, Svizzera, Regno Unito, Turchia, Hong Kong, Corea del Sud, Thailandia, Cina, Shangai, Stati Uniti d'America, Messico, Brasile e Singapore.

## Denominazioni assunte nella sua storia
- Società Ansaldo-Cogne
- Società Nazionale Cogne
- Deltasider S.p.A. - Divisione Cogne
- Ilva Cogne
- Cogne Acciai Speciali (CAS)